# 414 Liriopa
414 Liriopa (mednarodno ime je 414 Liriope) je asteroid tipa C (po Tholenu)  oziroma Cg (po SMASS) v zunanjem delu asteroidnem pasu. 

## Odkritje
Asteroid je odkril francoski astronom A. Charlois ( 1864 – 1910) 16. januarja 1896 v Nici. Imenuje se po Liriopi, materi Narcisa iz grške mitologije.

## Lastnosti
Asteroid Liriopa obkroži Sonce v 6,56 letih. Njegova tirnica ima izsrednost 0,069, nagnjena pa je za 9,544° proti ekliptiki. Njegov premer je 69,89 km .